# Acció militar del 17 de novembre de 1865
L'Acció militar del 17 novembre 1865 va ser un combat naval menor de la Guerra hispanosudamericana que es va produir a la costa xilena, entre Tomé i Talcahuano, quan el remolcador xilè Independencia va capturar una llanxa artillada espanyola despatxada des de la fragata d'hèlix Resolución per impedir en tràfic de vaixells menors a la zona.
Al començament de la guerra, el comandant de l'esquadra espanyola, el tinent general José Manuel Pareja, va declarar el bloqueig de tota la costa xilena i va dividir les seves unitats entre diferents ports. A la fragata blindada Resolución se li va encomanar el bloqueig dels ports de la badia de Concepción. Per optimitzar l'efectivitat del bloqueig, els espanyols van armar una de les llanxes del vaixell amb una peça d'artilleria i la van destacar per impedir el trànsit de vaixells xilens de Talcahuano a Penco i Tomé.
Davant Tomé, el petit remolcador xilè Independencia va cometre la imprudència d'apropar massa a la llanxa espanyola i, davant els trets realitzats per aquesta, va simular rendir-se. El remolcador va apagar els llums i va aturar les màquines i deixar que la llanxa s'aproximés. Quan els mariners espanyols es disposaven a prendre possessió de la seva presa, van ser sorpresos per un centenar de militars xilens armats que viatjaven a bord de l'Independencia i no van tenir més remei que rendir-se. La llanxa i els seus tripulants van ser portats al Constitución.
La captura de la llanxa artillada espanyola i la seva dotació va ser referida a l'edició de El Mercurio del 25 de novembre de 1865 i en la del diari nord-americà The New York Times de l'1 de gener de l'any següent. A Espanya la notícia va arribar final de mes.